# Limnebiini
Limnebiini zijn een tribus van kevers uit de familie van de waterkruipers (Hydraenidae).

## Taxonomie
De tribus is als volgt onderverdeeld:
- Geslacht Limnebius Leach, 1815
- Geslacht Laeliaena Sahlberg, 1900